# بیستانیو
بیستانیو (به ایتالیایی: Bistagno) یک کومونه در ایتالیا است که در استان آلساندریا واقع شده‌است.

## خصوصیات
بیستانیو ۱۷٫۶ کیلومترمربع مساحت و ۱٬۸۳۱ نفر جمعیت دارد و ۱۷۵ متر بالاتر از سطح دریا واقع شده‌است.

## خواهرخوانده
شهر Flaviac خواهرخواندهٔ بیستانیو هست.